# Kiyotaka Kawasaki
Kiyotaka Kawasaki (jap. 川崎 清貴, Kawasaki Kiyotaka; * 11. Juli 1950 in Kure, Präfektur Hiroshima) ist ein ehemaliger japanischer Diskuswerfer.
1975 gewann er bei den Leichtathletik-Asienmeisterschaften Bronze und 1977 bei den Pacific Conference Games Silber.
Bei den Asienspielen 1978 in Bangkok holte er Bronze.
1979 folgte einem Sieg bei den Asienmeisterschaften ein achter Platz beim Leichtathletik-Weltcup in Montreal.
Sechsmal wurde er Japanischer Meister (1973, 1974, 1976–1979). Am 22. April 1979 stellte er mit 60,22 m einen japanischen Rekord auf.